# Єпископ Гайнівський
Єпископ Гайнівський — титул єпископа-вікарія Варшавської єпархії Православної церкви Польщі з катедрою в Гайнівці. Інколи кафедра називається Гайнівський вікаріат (Гайнівська вікарна єпархія, Гайнівське вікаріатство).
10 травня 1998 року у складі Варшавської єпархії заснована Гайнівська кафедра. Тоді ж на неї призначено преосвященнійшого Мирона (Ходаковського), православного ординарія Війська Польського. Єпископ Мирон трагічно загинув в авіакатастрофі під Смоленськом 10 квітня 2010 року. З того часу кафедра вакантна.

## Єпископи Гайнівські
- Мирон (Ходаковський) (10 травня 1998 — 10 квітня 2010)